# Nagykanizsa
Nagykanizsa [ˈnɒɟkɒniʒɒ] (deutsch Großkirchen oder Groß-Kanizsa; früher: ungarisch Kanizsa, deutsch Kanischa, kroatisch Kaniža, türkisch Kanije, slowenisch Velika Kaniža) ist eine Stadt im Komitat Zala in Ungarn. Sie befindet sich im Zentrum des gleichnamigen Kreises und besitzt, wie 24 andere ungarische Städte auch, Komitatsrecht. Nagykanizsa liegt etwa 40 km südwestlich des Balatons und ist etwa 15 km von der kroatischen Grenze entfernt. Sie wird vom Prinzipal-Kanal durchflossen, der die Zala mit der Mur verbindet.

## Geschichte

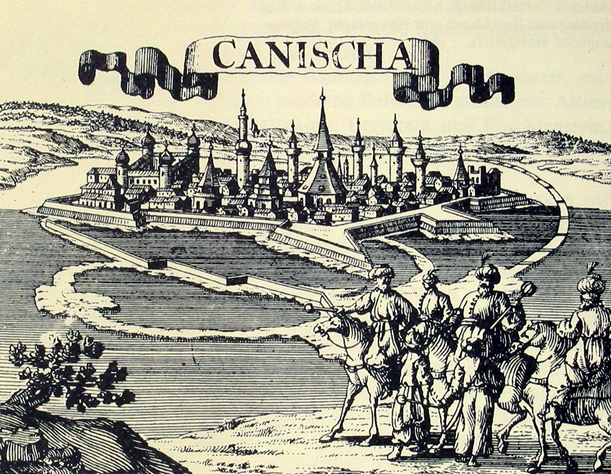
Canischa zur Zeit der Besetzung der Stadt durch die Türken.

Der Ort wird 1245 als Knysa zum ersten Mal erwähnt. Der Name ist (west- oder süd-)slawischen Ursprungs und bedeutet „Fürst“ (vgl. serbisch knez).
Am 20. Oktober 1600 war die wegen ihrer strategischen Bedeutung als der „Schlüssel zu Deutschland“ bezeichnete Stadt nach einer 40 Tage dauernden Belagerung den Türken übergeben worden. Dadurch war vor allem die Steiermark so unmittelbar gefährdet, dass im folgenden Jahr ein von Erzherzog Ferdinand, dem späteren Kaiser Ferdinand II., persönlich angeführtes Heer sich an die Rückeroberung Kanizsas machte. Diese scheiterte jedoch Mitte November 1601 unter schweren Verlusten.

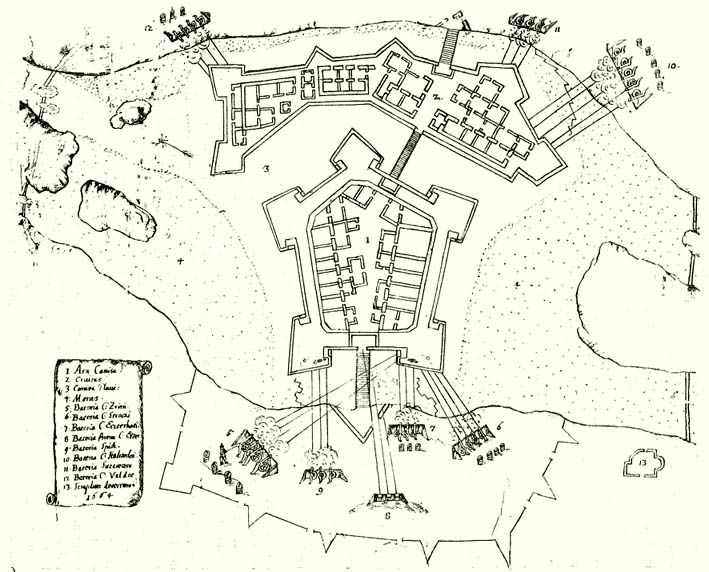
Versuch der Rückeroberung bzw. Beschuss der Festungsstadt im Jahr 1664.

Auch im Rahmen der Verhandlungen, die zum Frieden von Zsitvatorok führten, war es nicht gelungen, die Rückgabe Kanijes, wie die Türken die Stadt nannten, zu erreichen. Ein erneuter Versuch von christlicher Seite, die Stadt militärisch wieder zu erlangen, musste Anfang Juni 1664 angesichts des herannahenden osmanischen Heeres abgebrochen werden. Der Abwehrsieg in der nachfolgenden Schlacht bei St. Gotthard–Mogersdorf und der Frieden von Eisenburg änderten an den Besitzverhältnissen Kanizsas abermals nichts.
Erst die nach der zweiten türkischen Belagerung Wiens einsetzende habsburgische Gegenoffensive, die endgültig zur Rückgewinnung des von den Türken besetzten Teils Ungarns führen sollte, brachte auch Kanizsa wieder in christlichen Besitz. Am 13. April 1690 übergab die völlig eingeschlossene und von der Nahrungsmittelzufuhr abgeschnittene türkische Garnison die Stadt gegen freien Abzug, der von den Christen auch gewährt wurde.
Im Jahr 1913 gab es in der damaligen Stadt mit geordnetem Magistrat (rendezett tanácsú város) 3154 Häuser und 26.524 Einwohner auf einer Fläche von 12.931 Katastraljochen. Sie gehörte zu dieser Zeit zum Komitat Zala. 

## Städtepartnerschaften
- Akko (Israel), seit 1996[6]
- Bihać (Bosnien und Herzegowina)[6]
- Čakovec (Kroatien)[6]
- Covasna (Rumänien)[6]
- Gleisdorf (Österreich)[6]
- Kanjiža (Serbien), seit 1997[6]
- Kasanlak (Bulgarien)[6]
- Ptuj (Slowenien), seit 2008[6]
- Puchheim (Deutschland), seit 1991[6]
- Salo (Finnland), seit 1996[6]
- Shijiazhuang (Volksrepublik China), seit 2004[6]
- Toljatti (Russland), seit 1998[6]

## Söhne und Töchter der Stadt
- Lajos Balázsovits (1946–2023), Schauspieler
- Balázs Berke (* 1984), Fußballschiedsrichter
- Hermine Braga-Jaff (1857–1940), Opernsängerin und Gesangspädagogin
- Agnes Bricht-Pyllemann (1868–1950), österreichische Konzertsängerin
- Kornél Dávid (* 1971), Basketballspieler
- Eugenie Erdösy (1860–1886), Theaterschauspielerin und Sängerin
- Ferenc Farkas (1905–2000), Komponist
- François Fejtő (1909–2008), Historiker, Publizist und Autor
- András Flumbort (* 1984), Schachspieler
- Rudolf von Geyer-Geyersperg (1879–1960), österreichischer Schauspieler, Regisseur und Dramaturg
- Géza Herczeg (1888–1954), Journalist, Ministerialrat, Bühnen- und Filmautor (Oscarpreisträger)
- Dorothea Kanizsai (um 1475 bis nach 1532), Adelige und Wohltäterin
- Familie Kanizsay, Adelsgeschlecht aus Nagykanizsa, 1571 erloschen
- István Kónya (* 1962), Lautenist
- Ferenc Lehel (1933–1987), Offizier der Volksrepublik Ungarn
- Kálmán Marvalits (1901–1982), Diskuswerfer
- Helga Németh (* 1973), Handballspielerin
- Rudolf Pajér, Edler von Mayersberg (1858–1934), Admiral der österreich-ungarischen Kriegsmarine
- Kanijeli Siyavuş Pascha, osmanischer Großwesir zwischen 1582 und 1593
- Sigmund Romberg (1887–1951), Komponist
- Johann Schnitzler (1835–1893), Mediziner, Vater von Arthur Schnitzler
- Györgyi Székely-Marvalics (1924–2002), Fechterin
- Szabina Tálosi (* 1989), Fußballspielerin
- Leopold Wittelshöfer (1818–1889), Arzt und Publizist in Raab und Wien
- Győző Zemplén (1879–1916), Physiker

## Galerie

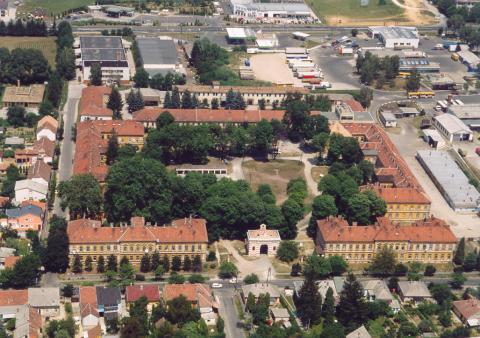
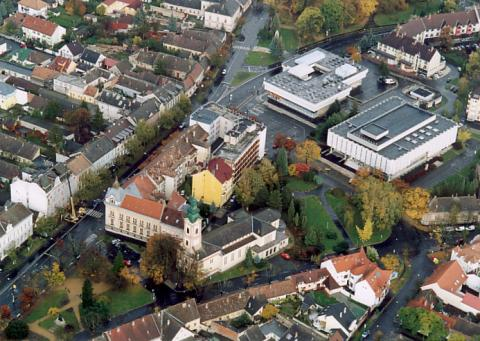
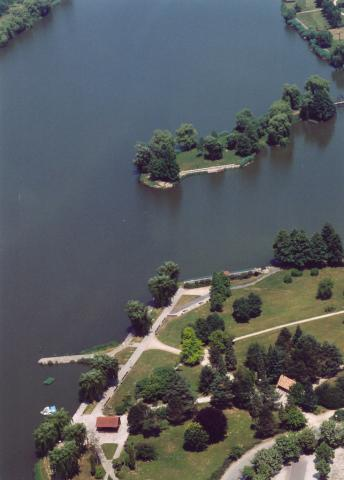
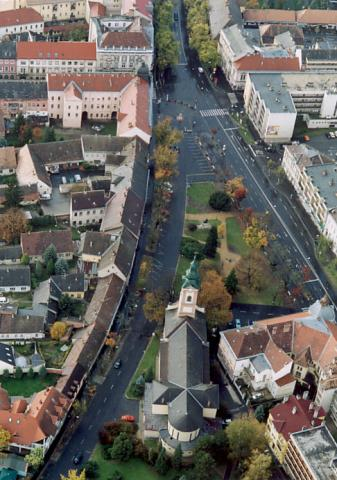
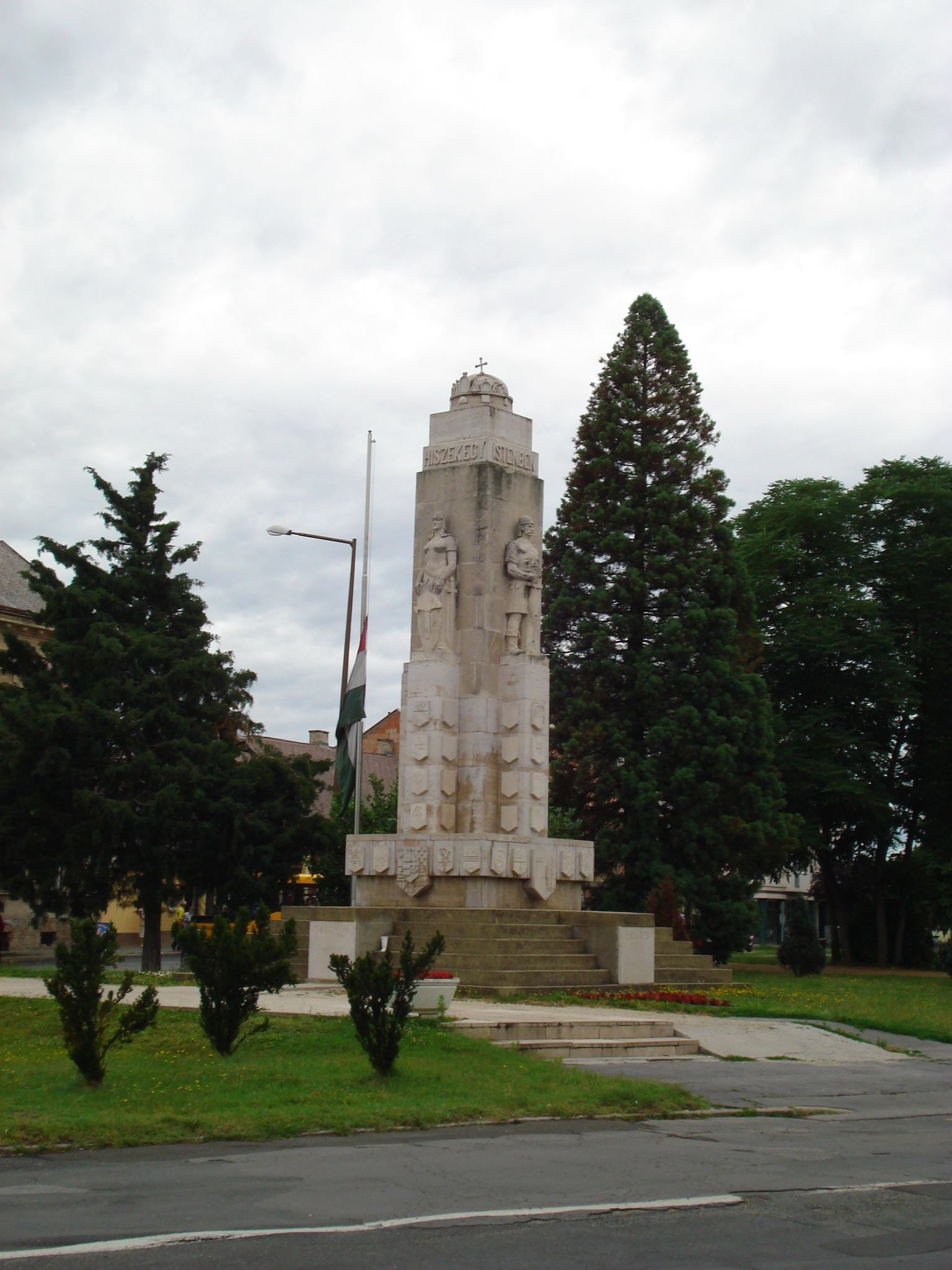